# Syngamia excisa
Syngamia excisa là một loài bướm đêm trong họ Crambidae.